# Mario Checcacci
Mario Checcacci, född 29 april 1909 i Livorno, död 17 januari 1987, var en italiensk roddare.
Checcacci blev olympisk silvermedaljör i åtta med styrman vid sommarspelen 1936 i Berlin.